# Річча
Річча (італ. Riccia) — муніципалітет в Італії, у регіоні Молізе,  провінція Кампобассо.
Річча розташована на відстані близько 210 км на схід від Рима, 17 км на південний схід від Кампобассо.
Населення — 5326 осіб (2014).
Щорічний фестиваль відбувається 28 серпня. Покровитель — Madonna del Carmelo, S.Agostino.

## Демографія
Населення за роками:

Станом на 1 січня 2023 року в муніципалітеті офіційно проживало 96 іноземців з 20 країн, серед них 26 громадян країн Євросоюзу та 6 громадян України.

## Сусідні муніципалітети
- Кастельпагано
- Кастельветере-ін-Валь-Форторе
- Черчемаджоре
- Колле-Санніта
- Гамбатеза
- Єльсі
- П'єтракателла
- Туфара